# Lex Alamannorum
Lex Alamannorum – kodeks powstały w latach 712-720. 
Był on drugim (po Pactus Alamannorum) kodeksem obowiązującym plemię Alamanów. Można było w nim odnotować wpływy prawa salickiego oraz wizygockiego. Jako jeden z pierwszych kodeksów należących do Leges Barbarorum przewidywał przestępstwa przeciwko Kościołowi takie jak np. świętokradztwo.